# Cagliari
Càgliari (sardinski: Casteddu) je glavni i najveći grad otoka Sardinije, talijanske autonomne regije.
Cagliari se na sardinijskom jeziku zove Casteddu (u značenju: dvorac). Grad ima oko 160.000 stanovnika, a s predgrađima (Elmas, Selargius, Monserrato, Quartucciu, Quartu Sant'Elena) i 300.000. Od 1326. do 1720. godine je bio glavni grad Kraljevine Sardinije.

## Vanjske poveznice
|  | Zajednički poslužitelj ima stranicu o temi Cagliari    |
|  | Zajednički poslužitelj ima još gradiva o temi Cagliari |